# Baptisia
Baptisia es un género de plantas con flores perteneciente a la familia Fabaceae.
Especies de Baptisia son el alimento de las larvas de algunas especies de Lepidoptera, incluyendo Schinia jaguarina.

## Toxicidad
En las partes aéreas de varias especies de este género la presencia de los alcaloides citisina, N-metilcitisina y anagirina, compuestos tóxicos para el ser humano, hace que su consumo como alimento o como parte de complementos alimenticios no sea recomendable.

## Especies
En el género Baptisia se agrupan las siguientes especies:
- Baptisia alba (L.) Vent.
- Baptisia albescens Small
- Baptisia arachnifera W.H. Duncan
- Baptisia australis (L.) R. Br.
- Baptisia bicolor Greenm. & Larisey
- Baptisia bracteata Elliott—longbract
- Baptisia calycosa Canby
- Baptisia cinerea (Raf.) Fernald & B.G. Schub.
- Baptisia deamii Larisey
- Baptisia fragilis Larisey
- Baptisia albescens Small
- Baptisia arachnifera W.H. Duncan
- Baptisia australis (L.) R. Br.
- Baptisia bicolor Greenm. & Larisey
- Baptisia bracteata Elliott
- Baptisia calycosa Canby
- Baptisia cinerea (Raf.) Fernald & B.G. Schub.
- Baptisia deamii Larisey
- Baptisia fragilis Larisey
- Baptisia fulva Larisey
- Baptisia intercalata Larisey
- Baptisia intermedia Larisey
- Baptisia lanceolata (Walter) Elliott
- Baptisia lecontei Torr. & A. Gray
- Baptisia macilenta Small ex Larisey
- Baptisia megacarpa Torr. & A. Gray
- Baptisia microphylla Nutt.
- Baptisia nuttalliana Small
- Baptisia perfoliata (L.) R. Br.
- Baptisia pinetorum Larisey
- Baptisia serenae M.A. Curtis
- Baptisia simplicifolia Croom
- Baptisia sphaerocarpa Nutt.
- Baptisia stricta Larisey
- Baptisia sulphurea Engelm.
- Baptisia tinctoria (L.) Vent.